# Peyritschia deyeuxioides
Peyritschia deyeuxioides là một loài thực vật có hoa trong họ Hòa thảo. Loài này được (Kunth) Finot mô tả khoa học đầu tiên năm 2003.